# Český Superpohár 2013
Český Superpohár 2013 bylo historicky čtvrté jednozápasové utkání každoročně pořádané soutěže zvané Český Superpohár. Účastníci soutěže byli dva – vítězové dvou hlavních soutěží pořádaných Fotbalovou asociací ČR. Vítězem 1. české fotbalové ligy za sezonu 2012/13 se stal tým FC Viktoria Plzeň, který si Český Superpohár zahrál i v letech 2010 (kdy odešel poražen) a 2011 (kdy vyhrál). Soupeřem byl vítěz českého fotbalového poháru za sezónu 2012/13, FK Baumit Jablonec, který se účastnil poprvé.
V předchozích dvou ročnících (2011 a 2012) nesla soutěž oficiální název podle sponzora Synot Tip Superpohár, ročník 2013 byl veden pod názvem Superpohár 2013.
Utkání se odehrálo 12. července na hřišti českého mistra, tedy v Plzni v Doosan Areně. Konečný stav byl 2–3 ve prospěch týmu FK Baumit Jablonec, který poprvé získal český Superpohár. FC Viktoria Plzeň si při své třetí účasti druhou trofej nepřipsal.

## Průběh utkání
Domácí Viktoria už před utkáním avizovala, že do něj nastoupí bez řady opor, které chtěl trenér Pavel Vrba šetřit pro následné utkání 2. předkola Ligy mistrů UEFA. Ale jak se ukázalo hned na startu klání, chybějící opory dokázali nahradit další hráčí. Už v 6. minutě centroval zleva Marek Hanousek a navrátilec z hostovaní Tomáš Wágner uzmul balon těsně před brankářem a poslal ho k levé tyči, čímž dostal Viktorii do vedení 1–0. Po první brance se utkání uklidnilo a výrazně ubyly i šance. Stav utkání po prvním poločase byl tedy stále 1–0 pro domácí.
Druhý poločas nabídl skvělou fotbalovou podívanou. Jablonec otočil v krátké době na přelomu 60. minuty stav na 1–2, když se nejprve trefil Vít Beneš a krátce po něm i Michal Hubník. Další šance zůstaly nevyužity až v 90. minutě se po velkém závaru plném sporných situací prosadil Tomáš Wágner. Radost z branky mu ale nevydržela dlouho, protože sudí Zelinka ji po konzultaci s pomezním odvolal. V nastaveném čase se navíc trefil ještě střídající Jan Kopic. V 95. minutě ještě snížil Tomáš Wágner svou druhou, tentokrát již regulérní brankou, ale vyrovnat se Viktorii už nepodařilo a trofej si z Plzně odvezl Jablonec.

## Statistiky zápasu
| 12. července 2013 17:45   |       |                                                    |                                                                          |
| FC Viktoria Plzeň         | 2 – 3 | FK Baumit Jablonec                                 | Doosan Arena, Plzeň diváci: 4 516 (39 % z kapacity) rozhodčí: M. Zelinka |
| Tomáš Wágner 6', 90' (+5) |       | 57' Vít Beneš 63' Michal Hubník 90' (+4) Jan Kopic | Doosan Arena, Plzeň diváci: 4 516 (39 % z kapacity) rozhodčí: M. Zelinka |

| Plzeň | Jablonec |

| 33     | B      | Roman Pavlík    |     |
| 14     | O      | Radim Řezník    |     |
| 2      | O      | Lukáš Hejda     |     |
| 28     | O      | Marián Čišovský | 46' |
| 19     | O      | Jan Kovařík     |     |
| 5      | Z      | Marek Hanousek  | 70' |
| 26     | Z      | Daniel Kolář    |     |
| 11     | Z      | Milan Petržela  | 63' |
| 7      | Z      | Tomáš Hořava    |     |
| 17     | Z      | Jakub Hora      |     |
| 15     | Ú      | Tomáš Wágner    |     |
| Trenér | Trenér | Pavel Vrba      |     |

| 1      | B      | Michal Špit        |     |
| 8      | O      | Daniel Silva Rossi |     |
| 23     | O      | Vít Beneš          |     |
| 13     | O      | Pavel Eliáš        |     |
| 7      | O      | Filip Novák        |     |
| 12     | Z      | Karel Piták        |     |
| 28     | Z      | Ondřej Vaněk       |     |
| 17     | Z      | Jan Vošahlík       | 46' |
| 15     | Z      | Luboš Loučka       |     |
| 22     | Z      | Tomáš Čížek        | 58' |
| 21     | Ú      | Michal Hubník      | 80' |
| Trenér | Trenér | Roman Skuhravý     |     |

| 21 | O | Václav Procházka   | 46' |
| 27 | Z | František Rajtoral | 63' |
| 16 | Z | Vladimír Darida    | 70' |

| 11 | Z | Jan Kopic     | 46' |
| 19 | Z | Lukáš Zoubele | 58' |
| 26 | Ú | Lukáš Třešňák | 80' |

|  | 6'      | Tomáš Wágner | 1-0 |
|  | 90(+5)' | Tomáš Wágner | 2-3 |

|  | 57'     | Vít Beneš     | 1-1 |
|  | 63'     | Michal Hubník | 1-2 |
|  | 90(+4)' | Jan Kopic     | 1-3 |

|  | 66' | Jan Kovařík      |
|  | 70' | Václav Procházka |
|  | 80' | Vladimír Darida  |
|  | 83' | Radim Řezník     |

|  | 54' | Karel Piták  |
|  | 76' | Luboš Loučka |

| Hlavní rozhodčí: | Miroslav Zelinka |
| Asistenti:       | Ondřej Pelikán   |
| Asistenti:       | Jiří Jiřík       |
| Reportáž         |                  |

| 33     | B      | Roman Pavlík    |     |
| 14     | O      | Radim Řezník    |     |
| 2      | O      | Lukáš Hejda     |     |
| 28     | O      | Marián Čišovský | 46' |
| 19     | O      | Jan Kovařík     |     |
| 5      | Z      | Marek Hanousek  | 70' |
| 26     | Z      | Daniel Kolář    |     |
| 11     | Z      | Milan Petržela  | 63' |
| 7      | Z      | Tomáš Hořava    |     |
| 17     | Z      | Jakub Hora      |     |
| 15     | Ú      | Tomáš Wágner    |     |
| Trenér | Trenér | Pavel Vrba      |     |

| 1      | B      | Michal Špit        |     |
| 8      | O      | Daniel Silva Rossi |     |
| 23     | O      | Vít Beneš          |     |
| 13     | O      | Pavel Eliáš        |     |
| 7      | O      | Filip Novák        |     |
| 12     | Z      | Karel Piták        |     |
| 28     | Z      | Ondřej Vaněk       |     |
| 17     | Z      | Jan Vošahlík       | 46' |
| 15     | Z      | Luboš Loučka       |     |
| 22     | Z      | Tomáš Čížek        | 58' |
| 21     | Ú      | Michal Hubník      | 80' |
| Trenér | Trenér | Roman Skuhravý     |     |

| 21 | O | Václav Procházka   | 46' |
| 27 | Z | František Rajtoral | 63' |
| 16 | Z | Vladimír Darida    | 70' |

| 11 | Z | Jan Kopic     | 46' |
| 19 | Z | Lukáš Zoubele | 58' |
| 26 | Ú | Lukáš Třešňák | 80' |

|  | 6'      | Tomáš Wágner | 1-0 |
|  | 90(+5)' | Tomáš Wágner | 2-3 |

|  | 57'     | Vít Beneš     | 1-1 |
|  | 63'     | Michal Hubník | 1-2 |
|  | 90(+4)' | Jan Kopic     | 1-3 |

|  | 66' | Jan Kovařík      |
|  | 70' | Václav Procházka |
|  | 80' | Vladimír Darida  |
|  | 83' | Radim Řezník     |

|  | 54' | Karel Piták  |
|  | 76' | Luboš Loučka |

| Hlavní rozhodčí: | Miroslav Zelinka |
| Asistenti:       | Ondřej Pelikán   |
| Asistenti:       | Jiří Jiřík       |
| Reportáž         |                  |